# Євангелистська кірха (Тереблече)
Євангельська кірха, вестя буне - церква, побудована у XIX столітті у с. Тереблече Чернівецької області.
Зараз перебуває у користуванні організації РЦ ЄХБ «Вестя буне».

## Історія
у 1895 році у с. Тереблече була побудована німецька євангеліко — лютеранська церква. Священиком був Рудольф Фішер.Служба у храмі відбувалась до 1940 року. Зголом церкву використовували як кінотеатр (з 1944 року), в 1960- х роках храм став музеєм.
Наразі це молитовний дім євангелійських християн — баптистів «Вестя буне».